# Digital Mars
Digital Mars je americká softwarová společnost vlastněná Waltrem Brightem, která vyrábí C a C++ překladače (a přidružené utility, např. IDE) pro Windows a DOS. Na svých webových stránkách distribuují také překladače k bezplatnému použití.
Překladače jazyka C byly dlouho známé jako Datalight C kompilátor, poté Zorland C a také Zortech C. C++ překladače byly Zortech C++ (vůbec první C++ překladač pro Windows), později Symantec C++, nyní Digital Mars C++ (DMC++).
Společnost upoutala pozornost softwarových vývojářů svým programovacím jazykem D, který vyvinula uvnitř společnosti (hlavní podíl měl však vývojář Walter Bright).